# 중국-싱가포르 쑤저우 공업원구

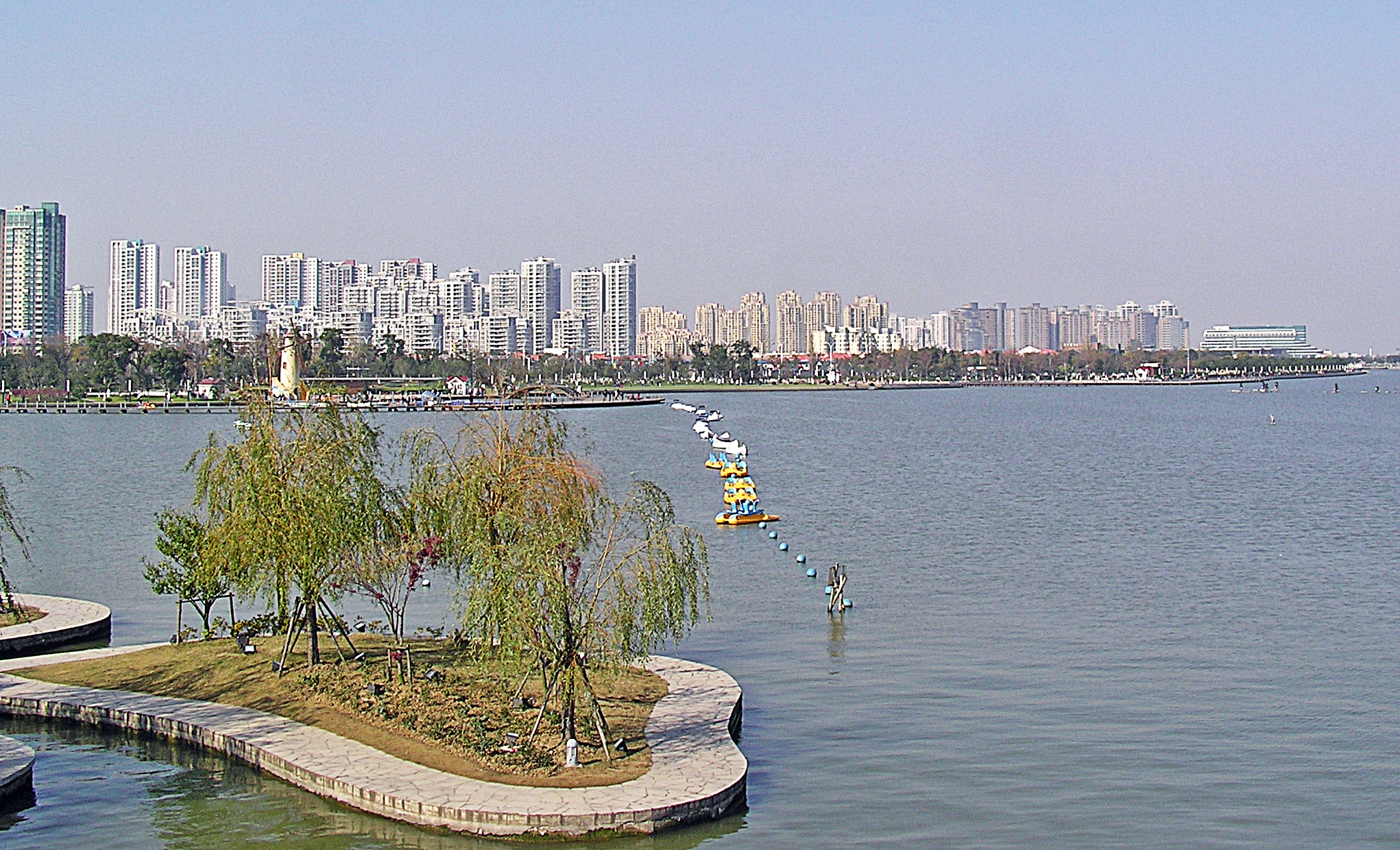

중국-싱가포르 쑤저우 공업원구(중국어 간체자: 中国－新加坡苏州工业园区, 정체자: 中國－新加坡蘇州工業園區, 병음: Zhōngguó—Xīnjiāpō Sūzhōu Gōngyè Yuán Qū, 영어: China-Singapore Suzhou Industrial Park, SIP), 약칭 쑤저우 공업원구(한국어: 소주공업원구, 중국어 간체자: 苏州工业园区, 정체자: 蘇州工業園區, 병음: Sūzhōu gōngyèyuánqū, 영어: Suzhou Industrial Park)는 중화인민공화국 장쑤성 쑤저우 시의 공업 단지로, 중화인민공화국과 싱가포르 양국 정부의 합작으로 설치된 공업 단지이다.
면적: 128km 인구 : 123만명

## 행정구역
5개가도 : 娄葑街道、斜塘街道、唯亭街道、胜浦街道、金鸡湖街道

## 같이 보기
- 양청호